# Flag-Smasher
Le Flag-Smasher est le nom de deux super-vilains successifs évoluant dans l'univers Marvel de la maison d’édition Marvel Comics. Créé par le scénariste Mark Gruenwald et le dessinateur Paul Neary, le personnage de fiction apparaît pour la première fois dans le comic book Captain America #312 en décembre 1985, sous l'identité de Karl Morgenthau.
En 2006, un autre Flag-Smasher est créé par le scénariste Zeb Wells et le dessinateur Stefano Caselli dans l'arc narratif Civil War (Civil War: Young Avengers/Runaways (en)), sous l'identité de Guy Thierrault.
Le Flag-Smasher est le leader d'ULTIMATUM (en) (The Underground Liberated Totally Integrated Mobile Army To Unite Mankind), une faction anarchiste et anti-nationaliste. Le personnage original était le plus souvent un ennemi de Captain America, ses autres adversaires incluant le Punisher, Moon Knight, Ghost Rider, les Runaways, les Liberteens et Deadpool.
Un groupe appelé les Flag Smashers apparaît dans la série télévisée Falcon et le Soldat de l'Hiver (2021). Leur chef est une version féminine de l'incarnation de Karl Morgenthau, rebaptisée Karli Morgenthau (interprétée par l'actrice Erin Kellyman).

## Pouvoirs, capacités et équipement
Le Flag-Smasher est un brillant stratège terroriste. Bien qu'il ne possède aucun super-pouvoir, c'est un homme à la carrure athlétique doué pour le combat au corps à corps, avec une grande maîtrise de l'art martial du karaté shotokan. Il parle couramment l'anglais, le français, l'allemand, le russe, l'italien, le japonais et l'espéranto.
Le personnel d'ULTIMATUM lui a fourni un certain nombre d'armes et d'autres dispositifs, notamment un pistolet lance-flammes, un pistolet à gaz lacrymogène, une masse d’arme à pointes, un bouclier, des skis à réaction utilisés pour voler dans les airs, des dispositifs de téléportation, des sous-marins et un aéroglisseur propulsé par fusée.

## Apparitions dans d'autres médias
Sauf indication contraire, les informations mentionnées dans cette section peuvent être confirmées par la base de données cinématographiques IMDb,  présente dans la section « Liens externes ».

### Télévision
Interprétée par Erin Kellyman dans l'univers cinématographique Marvel :
- 2021 : Falcon et le Soldat de l'Hiver

À la différence des comics, les Flag-Smashers sont dans cette série les membres d'un groupe de super-soldats terroristes voulant restaurer le monde tel qu'il était lors de l'« Éclipse », correspondant aux cinq années au cours desquelles la moitié de la vie dans l'univers Marvel a disparu à cause du Titan Thanos. Ce groupe est dirigé par Karli Morgenthau.